# Л'Алашя
л'Алашя́ (кат. L'Aleixar, вимова літературною каталанською [łəłə'ʃa]) — муніципалітет, розташований в Автономній області Каталонія, в Іспанії. Код муніципалітету за номенклатурою Інституту статистики Каталонії — 430075. Знаходиться у районі (кумарці) Баш-Камп (коди району — 08 та BC) провінції Таррагона, згідно з новою адміністративною реформою перебуватиме у складі баґарії (округи) Камп-да-Таррагона.

## Назва муніципалітету
Назва муніципалітету походить від араб. al-dixár — «сільський будинок» або араб. al-aysar — «надзвичайно родючий».

## Населення
Населення міста (у 2007 р.) становить 862 особи (з них менше 14 років — 17,1 %, від 15 до 64 — 63,2 %, понад 65 років — 19,7 %). У 2006 р. народжуваність склала 8 осіб, смертність — 12 осіб, зареєстровано 3 шлюби. У 2001 р. активне населення становило 308 осіб, з них безробітних — 27 осіб.
Серед осіб, які проживали на території міста у 2001 р., 599 народилися в Каталонії (з них 498 осіб у тому самому районі, або кумарці), 96 осіб приїхало з інших областей Іспанії, а 33 особи приїхали з-за кордону.
Вищу освіту має 8,2 % усього населення.
У 2001 р. нараховувалося 264 домогосподарства (з них 23,9 % складалися з однієї особи, 28 % з двох осіб,17,4 % з 3 осіб, 18,6 % з 4 осіб, 7,2 % з 5 осіб, 2,7 % з 6 осіб, 1,5 % з 7 осіб, 0,4 % з 8 осіб і 0,4 % з 9 і більше осіб).
Активне населення міста у 2001 р. працювало у таких сферах діяльності: у сільському господарстві — 11,7 %, у промисловості — 11,7 %, на будівництві — 21,4 % і у сфері обслуговування — 55,2 %.
У муніципалітеті або у власному районі (кумарці) працює 104 особи, поза районом — 193 особи.

### Безробіття
У 2007 р. нараховувалося 26 безробітних (у 2006 р. — 13 безробітних), з них чоловіки становили 46,2 %, а жінки — 53,8 %.

## Економіка

### Підприємства міста

#### Промислові підприємства
| \| Промислові підприємства міста, за сферою діяльності \| Промислові підприємства міста, за сферою діяльності \| Промислові підприємства міста, за сферою діяльності \| \| Рік \| 2002 р. \| 2001 р. \| \| --------------------------------------------------- \| --------------------------------------------------- \| --------------------------------------------------- \| \| Енергетичні та водні ресурси \| 100 % \| 100 % \| \| Хімія та метали \| 0 % \| 0 % \| \| Переробка металів \| 0 % \| 0 % \| \| Продукти харчування \| 0 % \| 0 % \| \| Текстиль \| 0 % \| 0 % \| \| Виробництво меблів, видання \| 0 % \| 0 % \| \| Інше \| 0 % \| 0 % \| \| Усього підприємств \| 2 \| 2 \| |         |         |
| Промислові підприємства міста, за сферою діяльності |         |         |
| Рік | 2002 р. | 2001 р. |
| Енергетичні та водні ресурси | 100 %   | 100 %   |
| Хімія та метали | 0 %     | 0 %     |
| Переробка металів | 0 %     | 0 %     |
| Продукти харчування | 0 %     | 0 %     |
| Текстиль | 0 %     | 0 %     |
| Виробництво меблів, видання | 0 %     | 0 %     |
| Інше | 0 %     | 0 %     |
| Усього підприємств | 2       | 2       |

#### Роздрібна торгівля
| \| Підприємства роздрібної торгівлі міста, за сферою діяльності \| Підприємства роздрібної торгівлі міста, за сферою діяльності \| Підприємства роздрібної торгівлі міста, за сферою діяльності \| \| Рік \| 2002 р. \| 2001 р. \| \| ------------------------------------------------------------ \| ------------------------------------------------------------ \| ------------------------------------------------------------ \| \| Продукти харчування \| 50 % \| 50 % \| \| Одяг та взуття \| 16,7 % \| 16,7 % \| \| Товари для дому \| 0 % \| 0 % \| \| Книги та періодичні видання \| 0 % \| 0 % \| \| Промислова хімічна продукція \| 16,7 % \| 16,7 % \| \| Продукція, пов'язана з транспортними засобами \| 0 % \| 0 % \| \| Інше \| 16,7 % \| 16,7 % \| \| Усього підприємств \| 6 \| 6 \| |         |         |
| Підприємства роздрібної торгівлі міста, за сферою діяльності |         |         |
| Рік | 2002 р. | 2001 р. |
| Продукти харчування | 50 %    | 50 %    |
| Одяг та взуття | 16,7 %  | 16,7 %  |
| Товари для дому | 0 %     | 0 %     |
| Книги та періодичні видання | 0 %     | 0 %     |
| Промислова хімічна продукція | 16,7 %  | 16,7 %  |
| Продукція, пов'язана з транспортними засобами | 0 %     | 0 %     |
| Інше | 16,7 %  | 16,7 %  |
| Усього підприємств | 6       | 6       |

#### Сфера послуг
| \| Підприємства міста, що працюють у сфері послуг, за діяльністю \| Підприємства міста, що працюють у сфері послуг, за діяльністю \| Підприємства міста, що працюють у сфері послуг, за діяльністю \| \| Рік \| 2002 р. \| 2001 р. \| \| ------------------------------------------------------------- \| ------------------------------------------------------------- \| ------------------------------------------------------------- \| \| Гуртова торгівля \| 15 % \| 25 % \| \| Готелі та готельний бізнес \| 25 % \| 12,5 % \| \| Транспорт та зв'язок \| 20 % \| 18,8 % \| \| Посередницькі фінансові послуги \| 10 % \| 12,5 % \| \| Послуги підприємствам \| 5 % \| 0 % \| \| Послуги фізичним особам \| 15 % \| 12,5 % \| \| Нерухомість та ін. \| 10 % \| 18,8 % \| \| Усього підприємств \| 20 \| 16 \| |         |         |
| Підприємства міста, що працюють у сфері послуг, за діяльністю |         |         |
| Рік | 2002 р. | 2001 р. |
| Гуртова торгівля | 15 %    | 25 %    |
| Готелі та готельний бізнес | 25 %    | 12,5 %  |
| Транспорт та зв'язок | 20 %    | 18,8 %  |
| Посередницькі фінансові послуги | 10 %    | 12,5 %  |
| Послуги підприємствам | 5 %     | 0 %     |
| Послуги фізичним особам | 15 %    | 12,5 %  |
| Нерухомість та ін. | 10 %    | 18,8 %  |
| Усього підприємств | 20      | 16      |

## Житловий фонд
У 2001 р. 4,9 % усіх родин (домогосподарств) мали житло метражем до 59 м2, 23,5 % — від 60 до 89 м2, 43,6 % — від 90 до 119 м2 і
28 % — понад 120 м2.

З усіх будівель у 2001 р. 24,6 % було одноповерховими, 70,4 % — двоповерховими, 3,7 % — триповерховими, 0,6 % — чотириповерховими, 0,6 % — п'ятиповерховими, 0 % — шестиповерховими,
0 % — семиповерховими, 0 % — з вісьмома та більше поверхами.

## Автопарк
| \| Автомобілі, зареєстровані у місті, за призначенням \| Автомобілі, зареєстровані у місті, за призначенням \| Автомобілі, зареєстровані у місті, за призначенням \| \| Рік \| 2006 р. \| 2005 р. \| \| -------------------------------------------------- \| -------------------------------------------------- \| -------------------------------------------------- \| \| Приватні автомобілі \| 54,3 % \| 54 % \| \| Мотоцикли \| 23,8 % \| 23,3 % \| \| Вантажівки \| 18,9 % \| 19,8 % \| \| Трактори \| 0,5 % \| 0,5 % \| \| Автобуси та ін. \| 2,5 % \| 2,4 % \| \| Усього автомобілів \| 863 шт. \| 819 шт. \| |         |         |
| Автомобілі, зареєстровані у місті, за призначенням |         |         |
| Рік | 2006 р. | 2005 р. |
| Приватні автомобілі | 54,3 %  | 54 %    |
| Мотоцикли | 23,8 %  | 23,3 %  |
| Вантажівки | 18,9 %  | 19,8 %  |
| Трактори | 0,5 %   | 0,5 %   |
| Автобуси та ін. | 2,5 %   | 2,4 %   |
| Усього автомобілів | 863 шт. | 819 шт. |

## Вживання каталанської мови
У 2001 р. каталанську мову у місті розуміли 97,4 % усього населення (у 1996 р. — 98,1 %), вміли говорити нею 88,7 % (у 1996 р. — 93,3 %), вміли читати 85,1 % (у 1996 р. — 84,9 %), вміли писати 62,4 % (у 1996 р. — 61 %). Не розуміли каталанської мови 2,6 %.

## Політичні уподобання
У виборах до Парламенту Каталонії у 2006 р. взяло участь 415 осіб (у 2003 р. — 399 осіб). Голоси за політичні сили розподілилися таким чином:
| \| Вибори до Парламенту Каталонії \| Вибори до Парламенту Каталонії \| Вибори до Парламенту Каталонії \| \| Рік \| 2006 р. \| 2003 р. \| \| -------------------------------------- \| ------------------------------ \| ------------------------------ \| \| Конвергенція та Єднання (CiU) \| 43,1 % \| 47,1 % \| \| Соціалістична партія Каталонії (PSC) \| 13,5 % \| 12,8 % \| \| Народна партія (PP) \| 5,8 % \| 5,8 % \| \| Ініціатива за Каталонію — Зелені (ICV) \| 7,2 % \| 6 % \| \| Республіканська лівиця Каталонії (ERC) \| 27,5 % \| 28,3 % \| \| Громадяни — Громадянська партія (C's) \| 0,2 % \| 0 % \| \| Інші \| 2,7 % \| 0 % \| |         |         |
| Вибори до Парламенту Каталонії |         |         |
| Рік | 2006 р. | 2003 р. |
| Конвергенція та Єднання (CiU) | 43,1 %  | 47,1 %  |
| Соціалістична партія Каталонії (PSC) | 13,5 %  | 12,8 %  |
| Народна партія (PP) | 5,8 %   | 5,8 %   |
| Ініціатива за Каталонію — Зелені (ICV) | 7,2 %   | 6 %     |
| Республіканська лівиця Каталонії (ERC) | 27,5 %  | 28,3 %  |
| Громадяни — Громадянська партія (C's) | 0,2 %   | 0 %     |
| Інші | 2,7 %   | 0 %     |

У муніципальних виборах у 2007 р. взяло участь 507 осіб (у 2003 р. — 263 особи). Голоси за політичні сили розподілилися таким чином:
| \| Муніципальні вибори \| Муніципальні вибори \| Муніципальні вибори \| \| Рік \| 2007 р. \| 2003 р. \| \| -------------------------------------- \| ------------------- \| ------------------- \| \| Конвергенція та Єднання (CiU) \| 41 % \| 100 % \| \| Соціалістична партія Каталонії (PSC) \| 17,2 % \| 0 % \| \| Народна партія (PP) \| 1,2 % \| 0 % \| \| Ініціатива за Каталонію — Зелені (ICV) \| 0 % \| 0 % \| \| Республіканська лівиця Каталонії (ERC) \| 31,8 % \| 0 % \| \| Громадяни — Громадянська партія (C's) \| 0 % \| 0 % \| \| Інші \| 8,9 % \| 0 % \| |         |         |
| Муніципальні вибори |         |         |
| Рік | 2007 р. | 2003 р. |
| Конвергенція та Єднання (CiU) | 41 %    | 100 %   |
| Соціалістична партія Каталонії (PSC) | 17,2 %  | 0 %     |
| Народна партія (PP) | 1,2 %   | 0 %     |
| Ініціатива за Каталонію — Зелені (ICV) | 0 %     | 0 %     |
| Республіканська лівиця Каталонії (ERC) | 31,8 %  | 0 %     |
| Громадяни — Громадянська партія (C's) | 0 %     | 0 %     |
| Інші | 8,9 %   | 0 %     |